# Dzwon okrętowy

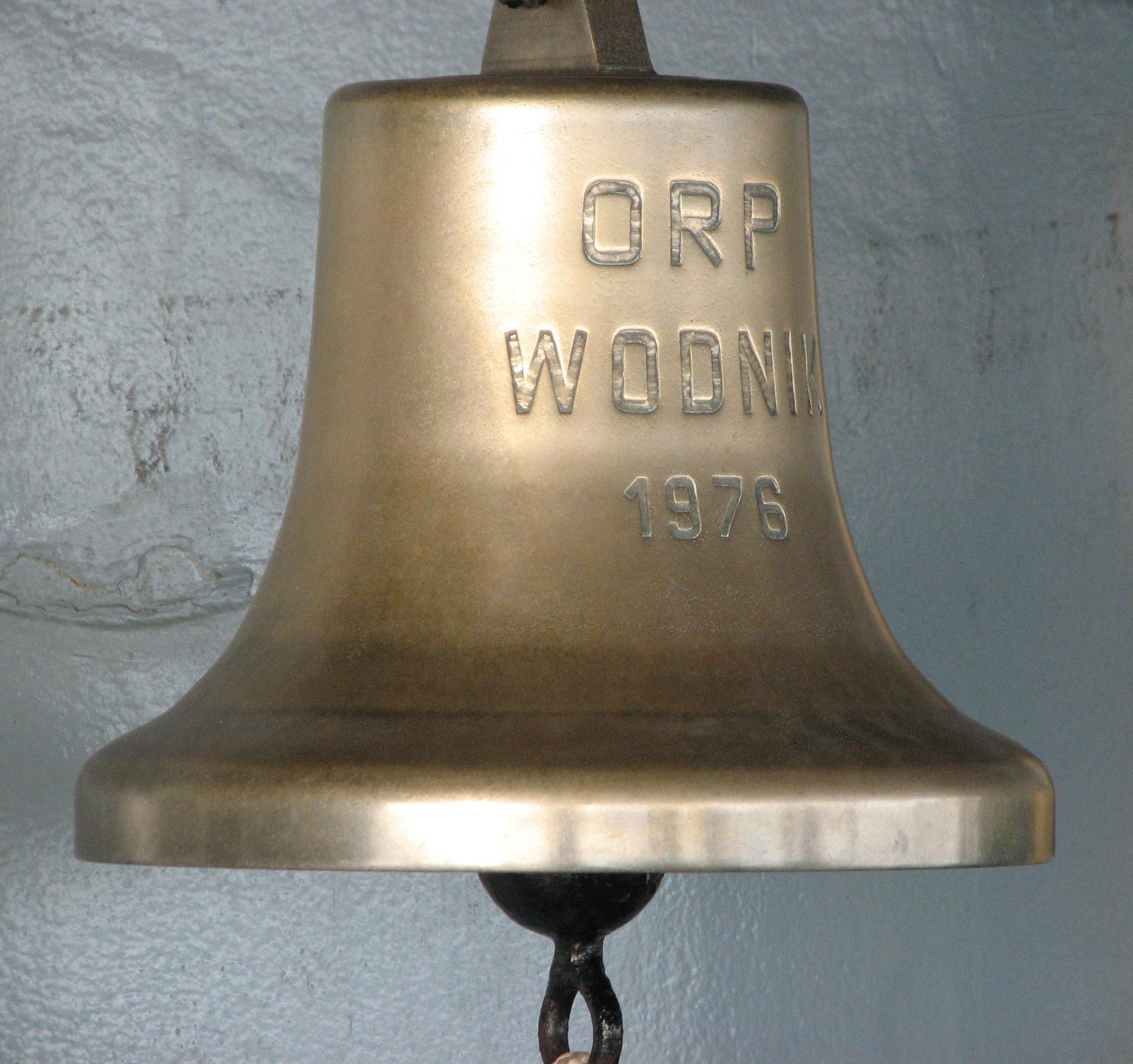
Dzwon ORP "Wodnik".

Dzwon okrętowy – rodzaj dzwonu używanego na jednostkach pływających do celów sygnalizacyjnych. Wybija się przy jego użyciu tzw. szklanki oraz sygnały mgłowe, poruszając serce dzwonu za pomocą ringabuliny. Mimo że funkcje te na wielu dużych jednostkach przejęły praktycznie urządzenia elektryczne lub pneumatyczne, w dalszym ciągu, zgodnie z MPZZM wymagana jest jego instalacja. Z dzwonem okrętowym wiąże się wiele morskich tradycji (m.in. zdjęcie bandery oraz dzwonu to ostatnie czynności, które kończą życie statku).